# Захаровский (Алексеевский район)
Заха́ровский — хутор в Алексеевском районе Волгоградской области России. Входит в Шарашенское сельское поселение.
Население — 0,38 тыс. человек.
Хутор расположен в 39 км юго-восточнее станицы Алексеевской (по дороге — 46 км) и в 4 км южнее хутора Шарашенский, на правом берегу реки Кумылга.
Дорога асфальтированная. Хутор газифицирован. Есть начальная школа, медпункт, магазины.
В окрестностях хутора хорошие пастбища.

## История
По состоянию на 1918 год хутор входил в Зотовский юрт Хопёрского округа Области Войска Донского.